# Forêt de Sénart
Forêt de Sénart je les ve Francii jihovýchodně od Paříže. Nachází se mezi řekami Seinou a Yerres na území departementů Seine-et-Marne a Essonne. Má rozlohu 3 000 hektarů a nadmořskou výšku 90 m. Více než 90 % území lesa je vlastnictvím státu (forêt domaniale), zbytek patří soukromníkům a obcím. Půda je jílovitá a v lese se nachází více než osm set vodních nádrží. Oblast byla také známa výrobou dřevěného uhlí. Zajímavostí je bývalé převorství Ermitage Notre-Dame-de-Consolation de Draveil, které podle legendy založil svatý Ludvík.
Místo bylo obýváno od paleolitu a v galských dobách bylo centrem druidského kultu. Od středověku byl Forêt de Sénart součástí lesního pásu chránícího Paříž od východu. Jako královská honitba je uváděn již za vlády Filipa IV. Údajně se zde na lovu v březnu roku 1745 poprvé setkal Ludvík XV. s Madame de Pompadour. Po revoluci se les stal veřejným majetkem.
Zdejší přírodou se nechali inspirovat malíř Eugène Delacroix, fotograf Nadar, spisovatel Alphonse Daudet a hudební skladatel Castil-Blaze. Les je oblíbeným rekreačním místem Pařížanů, ročně ho navštíví okolo tří milionů lidí. V roce 1995 byla část lesa vyhlášena chráněným územím. Koncem devadesátých let 20. století oblast neblaze proslula řáděním sexuálního násilníka, který byl po dopadení odsouzen k dvaceti letům odnětí svobody.
V lese převládají duby, roste zde také habr, kaštanovník a borovice. Nedaleko Draveilu se nacházejí zbytky Antinského dubu, jehož stáří se odhaduje na 700 let. Místní faunu tvoří prase divoké, liška obecná, zajíc polní, kachna divoká, sluka lesní a sojka obecná. Do volné přírody se tu z domácích chovů dostal nepůvodní druh burunduk páskovaný, který je podezírán ze šíření lymeské nemoci.